# Chlorops varipes
Chlorops varipes är en tvåvingeart som beskrevs av Johann Wilhelm Meigen 1838. Chlorops varipes ingår i släktet Chlorops och familjen fritflugor. Inga underarter finns listade i Catalogue of Life.